# 마이클 소모스
마이클 소모스(Michael Somos)는 4년 동안 조지 타운 대학 수학 및 통계학과의 방문교수(visiting scholar)였으며 현재 해당 부서의 연구원이다. 1980년대 후반 그는 소머스 시퀀스(Somos sequence) 라 불리는 특정 다항식 재귀에 대한 추측을 제안했다. 놀랍게도 정수 만 포함하는 경우이다. 소모스의 2차 재귀적 상수(Somos' quadratic recurrence constant) 역시 그 이름을 따서 지었다.

## 같이 보기
- 소머스 시퀀스(Somos sequence)